# Micrathyria borgmeieri
Micrathyria borgmeieri är en trollsländeart som beskrevs av Santos 1947. Micrathyria borgmeieri ingår i släktet Micrathyria och familjen segeltrollsländor. Inga underarter finns listade i Catalogue of Life.